# Пето, Ричард
Ричард Пето (англ. Richard Peto; род. 14 мая 1943) — британский учёный в области медицинской статистики, эпидемиологии и онкологии.
Член Лондонского королевского общества (1989), иностранный член Французской академии наук (2002).

## Биография
Ричард Пето учился в Колледже Таунтона в Саутгемптон. Он закончил Куинз-колледж Кембриджского университета по специальности математика. Пето искал прикладного применения математических знаний, поэтому обратился к известному на то время эпидемиологу Ричарда Долла. Долл убедил молодого математика заняться биостатистикой. В 1969 году Долл получил должность Королевского профессора медицины в Оксфордском университете и забрал Пето к своей кафедры, назначив его компьютерным программистом, поскольку тот не имел учёной степени. Лишь в 1975 году Пето защитил диссертацию.

## Научная деятельность
Пето изучал проблему неспособности клинических исследований выявить эффективность лекарств против «сложных» заболеваний, вроде сердечно-сосудистых, онкологических и других. Он рассчитал, что эффективность лекарственных средств, которые будут помогать лишь в части случаев болезни, нельзя определить в исследованиях с небольшим числом пациентов. Пето был одним из инициаторов использования методов метаанализа в медицине, когда многочисленные врачи проводят исследования небольших групп пациентов по стандартизированной методике, а спустя координаторы анализа оценивают эффект от лечения на всем массиве полученных данных.
С помощью метаанализа Пето определил потенциальную смертность от курения, эффективность многих фармацевтических средств. Он впервые с помощью метаанализа доказал, что аспирин защищает от инфаркта миокарда.
Ричард Пето также сформулировал так называемый «Парадокс Пето». В связи с этим парадоксом, животные, которые имеют больше клеток, также должны иметь большую вероятность заболеть раком, поскольку генетические мутации возникают стохастично в популяции клеток. Однако наблюдения не поддерживают такому выводу, поскольку крупные млекопитающие (киты, слоны) имеют такую же или даже меньшую частоту возникновения онкологических заболеваний по сравнению с мелкими (грызуны).

## Награды и признание
- 1986 — Серебряная медаль Гая[англ.]
- 1992 — Международная премия Гайрднера, «For his contributions to the design and analysis of clinical trials»[6]
- 2000 — Prince Mahidol Award[англ.]
- 2002 — Королевская медаль, «In recognition of his outstanding work on the epidemiology of smoking and chronic disease»
- 2002 — Charles S. Mott Prize[англ.]
- 2005 — Международная премия короля Фейсала, «For his pioneering and profoundly valuable epidemiologic research that has unequivocally established the link between tobacco and various diseases, such as vascular diseases and cancers, and has, in addition, served to propagate further research elucidating the molecular mechanisms of tobacco mediated cellular damage and DNA mutations»[7]
- 2008 — Премия Хейнекена по медицине, «For his pioneering work in the field of clinical epidemiology»[8]
- 2009 — Charles Rodolphe Brupbacher Preis[нем.]
- 2013 — Медиакомпания «Thomson Reuters» включила Пето в свой список наиболее вероятных кандидатов на получение Нобелевской премии по медицине
- 2014 — Richard Doll Prize in Epidemiology[нем.]

## Известные публикации
- Gribbin B, Pickering TG, Sleight P, Peto R. Effect of age and high blood pressure on baroreflex sensitivity in man. Архивная копия от 23 апреля 2011 на Wayback Machine Circ Res. 1971 Oct;29(4):424-31. PMID 5110922.
- Peto R, Peto J. Asymptotically efficient rank invariant test procedures. Архивная копия от 9 марта 2017 на Wayback Machine J R Stat Soc Ser A 1972;135(2):185-207.
- Doll R, Peto R. Mortality in relation to smoking: 20 years' observations on male British doctors. Br Med J. 1976 Dec 25;2(6051):1525-36. PMID 1009386.
- Peto R, Pike MC, Armitage P, Breslow NE, Cox DR, Howard SV, Mantel N, McPherson K, Peto J, Smith PG. Design and analysis of randomized clinical trials requiring prolonged observation of each patient. I. Introduction and design. Br J Cancer. 1976 Dec;34(6):585-612. doi:10.1038/bjc.1976.220 PMID 795448.
- Peto R, Pike MC, Armitage P, Breslow NE, Cox DR, Howard SV, Mantel N, McPherson K, Peto J, Smith PG. Design and analysis of randomized clinical trials requiring prolonged observation of each patient. II. Analysis and examples. Br J Cancer. 1977 Jan;35(1):1-39. doi:10.1038/bjc.1977.1 PMID 831755.
- Peto R, Doll R, Buckley JD, Sporn MB. Can dietary beta-carotene materially reduce human cancer rates? Архивная копия от 9 марта 2017 на Wayback Machine Nature. 1981 Mar 19;290(5803):201-8. PMID 7010181.
- Doll R, Peto R. The causes of cancer: quantitative estimates of avoidable risks of cancer in the United States today. J Natl Cancer Inst. 1981 Jun;66(6):1191-308. PMID 7017215.
- Peto R, Schneiderman M, eds. Quantification of occupational cancer. Cold Spring Harbor, NY: Cold Spring Harbor Laboratory, 1981. ISBN 0-87969-208-1.
- Yusuf S, Peto R, Lewis J, Collins R, Sleight P. Beta blockade during and after myocardial infarction: an overview of the randomized trials. Prog Cardiovasc Dis. 1985 Mar-Apr;27(5):335-71. doi:10.1016/S0033-0620(85)80003-7 PMID 2858114.
- Peto R, zur Hausen H, eds. Viral etiology of cervical cancer. Cold Spring Harbor, NY: Cold Spring Harbor Laboratory, 1986. ISBN 0-87969-221-9.
- MacMahon S, Peto R, Cutler J, Collins R, Sorlie P, Neaton J, Abbott R, Godwin J, Dyer A, Stamler J. Blood pressure, stroke, and coronary heart disease. Part 1, Prolonged differences in blood pressure: prospective observational studies corrected for the regression dilution bias. Lancet. 1990 Mar 31;335(8692):765-74. PMID 1969518.
- Collins R, Peto R, MacMahon S, Hebert P, Fiebach NH, Eberlein KA, Godwin J, Qizilbash N, Taylor JO, Hennekens CH. Blood pressure, stroke, and coronary heart disease. Part 2, Short-term reductions in blood pressure: overview of randomised drug trials in their epidemiological context. Lancet. 1990 Apr 7;335(8693):827-38. PMID 1969567.
- Peto R, Imperial Cancer Research Fund (Great Britain), World Health Organization, et al. Mortality from smoking in developed countries, 1950—2000: indirect estimates from national vital statistics. Oxford and New York: Oxford University Press, 1994. ISBN 0-19-262619-1.
- Hennekens CH, Buring JE, Manson JE, Stampfer M, Rosner B, Cook NR, Belanger C, LaMotte F, Gaziano JM, Ridker PM, Willett W, Peto R. Lack of effect of long-term supplementation with beta carotene on the incidence of malignant neoplasms and cardiovascular disease. Архивная копия от 14 апреля 2003 на Wayback Machine N Engl J Med. 1996 May 2;334(18):1145-9. PMID 8602179.
- Thun MJ, Peto R, Lopez AD, Monaco JH, Henley SJ, Heath CW Jr, Doll R. Alcohol consumption and mortality among middle-aged and elderly U.S. adults. Архивная копия от 19 февраля 2003 на Wayback Machine N Engl J Med. 1997 Dec 11;337(24):1705-14. doi:10.1056/NEJM199712113372401 PMID 9392695.
- Danesh J, Collins R, Appleby P, Peto R. Association of fibrinogen, C-reactive protein, albumin, or leukocyte count with coronary heart disease: meta-analyses of prospective studies. Архивная копия от 14 января 2010 на Wayback Machine JAMA. 1998 May 13;279(18):1477-82. PMID 9600484.
- Peto R, Darby S, Deo H, Silcocks P, Whitley E, Doll R. Smoking, smoking cessation, and lung cancer in the UK since 1950: combination of national statistics with two case-control studies. Архивная копия от 1 декабря 2009 на Wayback Machine BMJ. 2000 Aug 5;321(7257):323-9. doi:10.1136/bmj.321.7257.323 PMID 10926586.
- Collins R, Armitage J, Parish S, Sleigh P, Peto R; Heart Protection Study Collaborative Group. MRC/BHF Heart Protection Study of cholesterol-lowering with simvastatin in 5963 people with diabetes: a randomised placebo-controlled trial. Lancet. 2003 Jun 14;361(9374):2005-16. PMID 12814710.
- Halliday A, Mansfield A, Marro J, Peto C, Peto R, Potter J, Thomas D; MRC Asymptomatic Carotid Surgery Trial (ACST) Collaborative Group. Prevention of disabling and fatal strokes by successful carotid endarterectomy in patients without recent neurological symptoms: randomised controlled trial. Lancet. 2004 May 8;363(9420):1491-502. PMID 15135594.
- Doll R, Peto R, Boreham J, Sutherland I. Mortality in relation to smoking: 50 years' observations on male British doctors. Архивная копия от 3 августа 2009 на Wayback Machine BMJ. 2004 Jun 26;328(7455):1519. doi:10.1136/bmj.38142.554479.AE PMID 15213107.
- Baigent C, Keech A, Kearney PM, Blackwell L, Buck G, Pollicino C, Kirby A, Sourjina T, Peto R, Collins R, Simes R; Cholesterol Treatment Trialists' (CTT) Collaborators. Efficacy and safety of cholesterol-lowering treatment: prospective meta-analysis of data from 90,056 participants in 14 randomised trials of statins. Lancet. 2005 Oct 8;366(9493):1267-78. PMID 16214597.
- Clarke M, Collins R, Darby S, Davies C, Elphinstone P, Evans E, Godwin J, Gray R, Hicks C, James S, MacKinnon E, McGale P, McHugh T, Peto R, Taylor C, Wang Y; Early Breast Cancer Trialists' Collaborative Group (EBCTCG). Effects of radiotherapy and of differences in the extent of surgery for early breast cancer on local recurrence and 15-year survival: an overview of the randomised trials. Lancet. 2005 Dec 17;366(9503):2087-106. PMID 16360786.